# Sasia
Sasia és un gènere d'ocells de la subfamília dels picumnins (Picumninae), dins la família dels pícids (Picidae). Les espècies d'aquest gènere viuen en zones de selva d'Àsia tropical i Àfrica.

## Llista d'espècies
S'han descrit tres espècies dins aquest gènere:
- picotet d'Indonèsia (Sasia abnormis).
- picotet cellablanc (Sasia ochracea).
- picotet africà (Sasia africana).

Basant-se en raons de biogeografia i de morfologia, alguns autors, han inclòs l'única espècie africana del gènere, Sasia africana, al gènere monospecífic Verreauxia.